# Blue Raspberry
Blue Raspberry właściwie Candi Lindsey (ur. 9 czerwca 1972 roku w Pleasantville, New Jersey) – amerykańska piosenkarka powiązana z hip-hopową grupą Wu-Tang Clan, którzy odkryli ją w hotelu Bally's Atlantic City, gdzie wokalistka pracowała na parkingu. Przez całe lata kariery Blue Raspberry pojawiła się na wielu projektach hip-hopowych, głównie artystów związanych z Wu-Tang Clanem takich jak Tical Method Mana, Only Built 4 Cuban Linx… Raekwona czy The Pillage Cappadonny.

## Dyskografia
Albumy studyjne
- Out of the Blue (2005)

Występy gościnne
| Rok  | Utwór                                                              | Wykonawca                             | Album                                                                    |
| ---- | ------------------------------------------------------------------ | ------------------------------------- | ------------------------------------------------------------------------ |
| 1994 | - "Release Yo' Delf"                                               | Method Man                            | Tical                                                                    |
| 1995 | - "Rainy Dayz" - "Glaciers Of Ice" - "Heaven & Hell"               | Raekwon                               | Only Built 4 Cuban Linx…                                                 |
| 1996 | - "It's Time"                                                      | Różni wykonawcy                       | Don't Be A Menace To South Central While Drinking Your Juice In The Hood |
| 1997 | - "What's Going On"                                                | Gravediggaz                           | The Pick, the Sickle and the Shovel                                      |
| 1997 | - "Wu-Revolution"                                                  | Wu-Tang Clan                          | Wu-Tang Forever                                                          |
| 1998 | - "Young Hearts"                                                   | Cappadonna                            | The Pillage                                                              |
| 1999 | - "Strange Eyes"                                                   | Różni wykonawcy                       | Ghost Dog: The Way Of The Samurai                                        |
| 1999 | - "Cereal Killer"                                                  | Method Man & Redman                   | Blackout!                                                                |
| 2002 | - "Killa Beez"                                                     | Różni wykonawcy                       | Wu-Tang Killa Beez: The Sting                                            |
| 2006 | - "The Winter"                                                     | Apathy                                | Eastern Philosophy                                                       |
| 2006 | - "Untitled Freestyle"                                             | Różni wykonawcy                       | Chambermusik Freestyles Volume 1                                         |
| 2007 | - "Blazing Saddles" - "Dart Tournament" - "Valentine Day Massacre" | Cilvaringz                            | I                                                                        |
| 2007 | - "Poverty"                                                        | Icon the Mic King                     | Mike & The Fatman LP                                                     |
| 2009 | - "Have Mercy"                                                     | Raekwon                               | Only Built 4 Cuban Linx… Pt. II                                          |
| 2009 | - "No Retreat No Surrender"                                        | Black Market Militia / William Cooper | Beware Of The Pale Horse                                                 |
| 2009 | - "Guys & Girls"                                                   | Apathy                                | Wanna Snuggle?                                                           |
| 2010 | - "The RZA & Hip-hop"                                              | Focus                                 | Blind Fury... The Bluminati                                              |
| 2011 | - "The G.O.A.T."                                                   | One Be Lo                             | L.A.B.O.R.                                                               |
| 2012 | - "Be A Better Man"                                                | Apathy                                | It's The Bootleg, Muthafu@kas! Vol.3: Fire Walk With Me                  |